# Sturion persan
Sturionul persan (Acipenser persicus) este o specie de pești din familia Acipenseridae. Se găsește în Marea Caspică și într-o măsură mai mică în Marea Neagră și urcă pe anumite râuri pentru a se reproduce, în principal râurile Volga, Kura, Araks și Ural. Este pescuit intens pentru carnea și icrele sale și este limitat în migrațiile sale ascendente prin îndiguirea râurilor. Peștii tineri se hrănesc cu nevertebrate mici, trecând la pradă mai mare, cum ar fi crabii și peștii pe măsură ce cresc. Amenințările cu care se confruntă acest pește includ pescuitul excesiv cu prinderea peștilor imaturi înainte de a se reproduce, îndiguirea râurilor, pierderea zonelor de depunere a icrelor și poluarea apei. Uniunea Internațională pentru Conservarea Naturii a enumerat această specie ca fiind pe cale critică de dispariție și a sugerat că furnizarea sporită de incubatoare ar putea fi benefică.